# 8月27日
8月27日是阳历年的第239天（闰年是240天），离一年的结束还有126天。

## 大事记

### 19世紀以前
- 前55年：凱撒登陸英格蘭。
- 410年：西哥特人對羅馬的洗劫在三天後結束。
- 663年：日本与唐朝在朝鲜发生白江口之战，次日，战事以唐朝海军胜利结束。
- 1776年：威廉·豪率领的英国军队在长岛会战中击败乔治·华盛顿领导的大陆军，而这也是美国独立战争中规模最大的一场军事冲突。

### 19世紀
- 1813年：法国皇帝拿破仑一世率领法军在德勒斯登战役中击败拥有优势兵力的反法同盟。
- 1820年：清朝道光帝即位。
- 1859年：美国宾夕法尼亚州发现石油，不久产生了世界上第一口现代工业油井。
- 1883年：荷属东印度群岛上的喀拉喀托火山发生4次大规模喷发，造成约3.6万人死亡。
- 1891年：法国与俄罗斯签定防御联盟。
- 1896年：英国军队炮轰桑给巴尔苏丹国皇宫并迫使苏丹哈立德·本·巴伽什退位，英桑战争爆发。

### 20世紀
- 1908年：清政府颁布钦定宪法大纲，标志着中国第一部真正意义上的宪法诞生。
- 1910年：爱迪生发明有声电影。
- 1914年：第一次世界大战：日本第二舰队到达德属青岛海域，封锁了海面。
- 1916年：第一次世界大战：罗马尼亚向奥匈帝国宣战，德国对罗马尼亚宣战。
- 1922年：土耳其武装部队重新占领阿菲永卡拉希萨尔，成为希土战争期间土耳其在反击后首次获得的胜利。
- 1928年：在法国和美国发起下，15个国家在巴黎签署放弃以战争作为国家政策手段的《非战公约》。
- 1939年：由德国制造的喷射机Heinkel He 178首次试飞，为世界上首架使用涡轮喷射引擎的飞机。
- 1953年：电影《罗马假日》公映。
- 1955年：第一版《金氏世界紀錄》出版。
- 1957年：在马来亚联合邦脱离英国独立的前四天，《马来亚联合邦宪法》正式启用。
- 1961年：本·優素福·本·赫達组织阿爾及利亞共和國臨時政府（英语：Provisional Government of the Algerian Republic）[來源請求]。
- 1962年：美国水手2号金星探测器发射升空。
- 1964年：越南共和國軍政府領導人阮慶與對手將軍陳善謙和楊文明達成三頭同盟的安排，兩人都曾捲入推翻阮慶的陰謀。
- 1971年：乍得发生未遂政变。
- 1980年：军队控制下的统一主体国民会议进行总统选举，唯一候选人全斗焕当选韩国第11任总统。
- 1983年：世界珍贵动物大熊猫赖以生存的岷山等地箭竹大面积枯死，国务院发出拯救大熊猫的通知。
- 1991年：在蘇聯經歷政變未遂後，摩爾多瓦議會決議摩爾多瓦正式脫離蘇聯而獨立。
- 1993年：中國青海省溝後水庫發生決堤，多個村莊被洪水沖毀。結果有三百多人死亡，災民無家可歸。[1]
- 1993年：横跨日本东京湾，连接东京市区与台场人工岛的彩虹大桥正式通车。

### 21世紀
- 2002年：SONY宣佈停止生產Betamax錄像機。
- 2002年：台灣勞工運動團體發起827全民反健保調漲大遊行。
- 2003年：火星到达近60,000年以来距离地球的最近位置，距离地球仅55,758,005公里。
- 2003年：朝核六方會談第一輪在北京舉行（27日—29日）。
- 2004年：夏季奧運會男子110米跨欄：中國田徑選手劉翔在雅典奧林匹克體育場跑出12秒91平世界紀錄的佳績，並同時打破奧運會紀錄12秒95。
- 2011年：台大醫院發生台灣史上最嚴重的愛滋病感染事件，因該院檢驗部門溝通問題導致多名接受器捐病患誤植遭感染愛滋病毒的器官，另有數名醫護人員可能有感染風險。
- 2017年：強烈熱帶風暴帕卡吹襲香港和澳門兩地至超強颱風天鴿後，五日內再次發出八號烈風或暴風信號和八號風球。

## 出生
- 865年：拉齐，波斯医師，乙醇的發現者（925年逝世）
- 1407年：足利義量，日本室町幕府第5代征夷大將軍（1425年逝世）
- 1624年：鄭成功，南明延平王、抗清將軍（1662年逝世）
- 1770年：黑格爾，德國哲学家（1831年逝世）
- 1822年：威廉·海登·英格利希，美國政治人物，曾任印第安納州聯邦眾議員（1896年逝世）
- 1847年：弗朗西斯·彼得，紐西蘭建築師（1918年逝世）
- 1849年：勞倫斯·賴博，加拿大地質學家、古生物學家（1934年逝世）
- 1858年：朱塞佩·皮亞諾，義大利數學家、邏輯學家、語言學家（1932年逝世）
- 1865年：詹姆斯·亨利·布雷斯特德，美國考古學家、史學家（1935年逝世）
- 1868年：洪範圖，韓國獨立運動家（1943年逝世）
- 1871年：西奥多·德莱赛，美國作家，美國現代小說三巨頭之一（1945年逝世）
- 1874年：卡爾·博施，德國化學家、工程師，1931年諾貝爾化學獎得主（1940年逝世）
- 1886年：麗貝卡·克拉克，英裔美國古典音樂作曲家、中提琴演奏家、職業管弦樂手（1979年逝世）
- 1896年：宮澤賢治，日本作家（1933年逝世）
- 1906年：艾德·蓋恩，美國連環殺手（1984年逝世）
- 1908年：林登·約翰遜，美國政治人物，第36任美國總統（1973年逝世）
- 1908年：唐纳德·布莱德曼，澳大利亞職業板球運動員（2001年逝世）
- 1914年：鄭律成，中國作曲家（1976年逝世）
- 1915年：诺曼·拉姆齐，美國物理學家，核磁共振技術（MRI）研發奠基者（2011年逝世）
- 1922年：宇野宗佑，日本第75任首相（1998年逝世）
- 1926年：克利斯登·奈加特，挪威計算機科學家、社會活動家（2002年逝世）
- 1928年：下村脩，日本有機化學家、海洋生物學家，2008年諾貝爾化學獎得主（2018年逝世）
- 1928年：揚·扎哈拉，斯洛伐克男子拳擊運動員（2025年逝世）
- 1929年：艾拉·莱文，美國作家、劇作家、詞作家（2007年逝世）
- 1931年：村岡兼造，日本政治家（2019年逝世）
- 1934年：高橋真琴，日本畫家、插畫家、漫畫家（2024年逝世）
- 1936年：連战，台灣政治人物
- 1951年：金文洙，韩国政治人物、劳工运动家，曾任雇佣劳动部部长、京畿道知事、国会议员。
- 1952年：保羅·魯賓斯，美國男演員、喜劇演員、作家、製片人（2023年逝世）
- 1955年：羅拉·費琪，荷蘭爵士樂女歌手
- 1955年：罗伯特·理查德森，美國電影攝影指導，曾獲三次奧斯卡最佳攝影獎
- 1957年：長井健司，日本攝影記者（2007年逝世）
- 1957年：庫爾特·坎貝爾，美國外交官、企業家
- 1958年：謝爾蓋·克里卡廖夫，俄羅斯太空人
- 1960年：端依布拉欣·端曼，馬來西亞环境、水务部长、伊斯兰党署理主席
- 1961年：湯姆·福特，美國時裝設計師
- 1966年：尤汉·帕茨，愛沙尼亞政治家
- 1969年：西薩·米蘭，美國犬隻訓練師、電視節目主持人
- 1969年：里斯·謝爾史密斯，英格蘭演員、編劇、喜劇演員、電視製作人和魔術師
- 1970年：朴明洙，韓國電台DJ、主持人
- 1970年：吉姆·湯米，美國棒球選手
- 1970年：彼得·艾伯頓，英國職業斯諾克選手
- 1971年：張智霖，香港演員、歌手
- 1972年：巨人哈利，印度職業摔角手、演員
- 1972年：迪特馬爾·哈曼，德國職業足球運動員
- 1974年：衛志豪，香港演員
- 1975年：蔣世豪，香港足球運動員（2011年逝世）
- 1976年：井場友和，日本棒球選手
- 1976年：馬克·韋伯，澳洲一級方程式賽車運動員
- 1977年：陳珮騏，台灣女演員
- 1979年：田亮，中國跳水運動員
- 1980年：侯湘婷，台灣女歌手
- 1981年：詹雯婷，台灣歌手
- 1981年：陳自瑤，香港演員
- 1981年：馬克斯韋爾·安德拉德，巴西足球運動員
- 1982年：蔡日軒，香港歌手
- 1982年：山下穗尊，日本吉他手，生物股長成員
- 1983年：陳柏霖，台灣演員
- 1986年：Mario，美國R&B歌手、演員、舞者、慈善家
- 1986年：楊昇達，台灣男藝人
- 1986年：塞巴斯蒂安·庫爾茨，奧地利政治人物，第25任奧地利總理
- 1987年：博焱，台灣演員
- 1987年：陳庭欣，香港女藝人
- 1990年：托丽·鲍伊，美國女子田徑運動員（2023年逝世）
- 1990年：謝俊峰，新加坡男藝人
- 1991年：李成烈，韓國男子偶像團體INFINITE成員
- 1992年：松村沙友理，日本女子偶像團體乃木坂46成員
- 1992年：剛力彩芽，日本女演員、歌手
- 1992年：郭嘉文，香港藝人
- 1992年：馮建宇，中國男演員、歌手
- 1993年：喬琳·布姆科沃，比利時女子田徑運動員
- 1994年：高山莉加，日本女子柔道運動員
- 1994年：布里安娜·斯圖爾特，美國職業籃球運動員
- 1995年：許佳琪，中國女子偶像團體7SENSES成員
- 1995年：謝爾蓋·希洛金，俄羅斯一級方程式賽車車手
- 1995年：潔西·梅·李，英國女演員
- 1997年：盧卡斯·帕克塔，巴西職業足球運動員
- 2001年：張子楓，中國演員
- 2007年：雅瑞安娜·葛林布雷，美國女演員
- 2003年：亞歷克西·勒布倫，法國男子乒乓球運動員
- 生年不詳：神田美夏，日本女性聲優

## 逝世
- 493年：齊武帝蕭賾，南齊第2任皇帝（440年出生）
- 749年：瓜塔巴·伊本·舍比卜，阿拔斯王朝开国功臣
- 1146年：埃里克三世，丹麦国王（1120年出生）
- 1261年：阿尔蒂尔二世，布列塔尼公爵（1312年出生）
- 1394年：長慶天皇，日本第98代天皇（1394年出生）
- 1521年：若斯坎·德普雷，弗莱芒作曲家（1450年出生）
- 1576年：提香，義大利畫家（1488年出生）
- 1789年：戀川春町，日本江戶時代作家、武士（1744年出生）
- 1910年：鹿传霖，中国清朝大学士（1836年出生）
- 1921年：長谷川謹介，日本鐵道官員（1855年出生）
- 1937年：安德魯·威廉·梅隆，美國企業家、財政部長（1855年出生）
- 1949年：上村松園，日本膠彩畫女画家（1875年出生）
- 1949年：阿合买提江·哈斯木，新疆三区革命主要组织者（1914年出生）
- 1955年：余程萬，中華民國國民革命軍將領（1902年出生）
- 1958年：欧内斯特·劳伦斯，美国物理学家（1901年出生）
- 1960年：艾捷爾·麗蓮·伏尼契，愛爾蘭小說家、音樂家（1864年出生）
- 1963年：杜波依斯，美国黑人领袖（1868年出生）
- 1965年：勒·柯比意，瑞士建筑师（1887年出生）
- 1968年：根德公爵夫人馬里納郡主，英國皇室成員（1906年出生）
- 1972年：容鳳書，香港慈善家（1900年出生）
- 1975年：海爾·塞拉西一世，衣索比亞皇帝（1892年出生）
- 1979年：路易斯·蒙巴顿，英國將軍（1900年出生）
- 1987年：白薇，中国作家（1894年出生）
- 1990年：史蒂維·雷·沃恩，美國藍調吉他手、音樂家、歌手、詞曲作者、唱片製作人（1955年出生）
- 1992年：葛超智，美國歷史學者、外交官（1911年出生）
- 2001年：黄万里，中国水利、水文学专家（1911年出生）
- 2006年：瑪利亞·以瑟·笛·卡波維亞，厄瓜多超級人瑞（1889年出生）
- 2009年：謝爾蓋·米哈爾科夫，俄羅斯作者，蘇聯國歌及俄羅斯聯邦國歌作詞者（1913年出生）
- 2009年：成奎安，香港電影演員（1955年出生）
- 2012年：陶伟，中国足球运动员（1966年出生）
- 2013年：陈鲤庭，中国戏剧家、电影导演、电影理论家（1910年出生）
- 2015年：陳弘耀，臺灣漫畫家（1964年出生）
- 2019年：達烏達·賈瓦拉，甘比亞政治人物，首任甘比亞總統（1924年出生）
- 2019年：章综，中国物理学家（1929年出生）
- 2022年：米盧廷·紹什基奇，塞爾維亞男子足球運動員（1937年出生）
- 2022年：埃米利奧·特里維尼，義大利男子賽艇運動員（1938年出生）
- 2024年：夏洛特·克雷奇曼，德國超級人瑞（1909年出生）

## 节假日和习俗
- 臺灣：鄭成功誕辰紀念日
- 摩尔多瓦：獨立日
- 俄羅斯：电影节
- 美国德克薩斯州：林登·贝恩斯·约翰逊日（英语：Lyndon Baines Johnson Day）